# Улица Пушкина (Калуга)
Улица Пушкина — одна из старейших улиц города Калуга, проходит от Каменного моста на северо-запад, за улицей Баумана имеет продолжением улицу Академика Королёва. Протяжённость улицы около 250 м.

## История
Именовалась Золотарёвской, такое название она получила в честь одного из состоятельнейших купцов Калуги Петра Максимовича Золотарёва. Ныне здание, известное также как Дом Кологривовых, построенное Золотарёвыми и много лет обживаемое ими, занимает Калужский областной краеведческий музей.
Известностью пользуется и д. 4, построенный в конце XVIII века для купца Ивана Галактионовича Билибина. Позднее там квартировался сосланный в Калугу имам Шамиль, в настоящее время здание музеефицировано, в нём открыты экспозиции старинного оружия, «Красота в деталях», а также «Калужский край в XX веке» и «Калужская область в XXI веке».
С установлением советской власти получила наименование — Проспект Карла Маркса. Кафе «Мираж» на улице (угол с улицей Плеханова, д. 80) считается наследием советской эпохи.
Расхожий миф о якобы встрече горожанами в октябре 1941 года на перекрёстке улиц Пушкина и Баумана немецких оккупантов хлебом-солью является вымыслом.

## Достопримечательности
Продолжением улицы в восточном направлении — через Березуйский овраг — является Каменный мост — старейший каменный виадук в России, построенный в 1785 году Петром Романовичем Никитиным.
На улице расположено одно из старейших сохранившихся в городе гражданских строений (Палаты Макарова, д. 16).
В 1996 году на д. 9 установлена мемориальная доска Е. П. Оболенскому
На д. 10/75 сохранилось одна из мозаик советской стиля, посвящённая подвигу солдат Отечественной войны 1812 года и Великой Отечественной войны. Обрушившаяся несколько лет назад, она была восстановлена с заменой специальными панелями с участием главного архитектора Калуги Алексея Комова. В этом здании работает «Калужское тесто»

## Известные жители

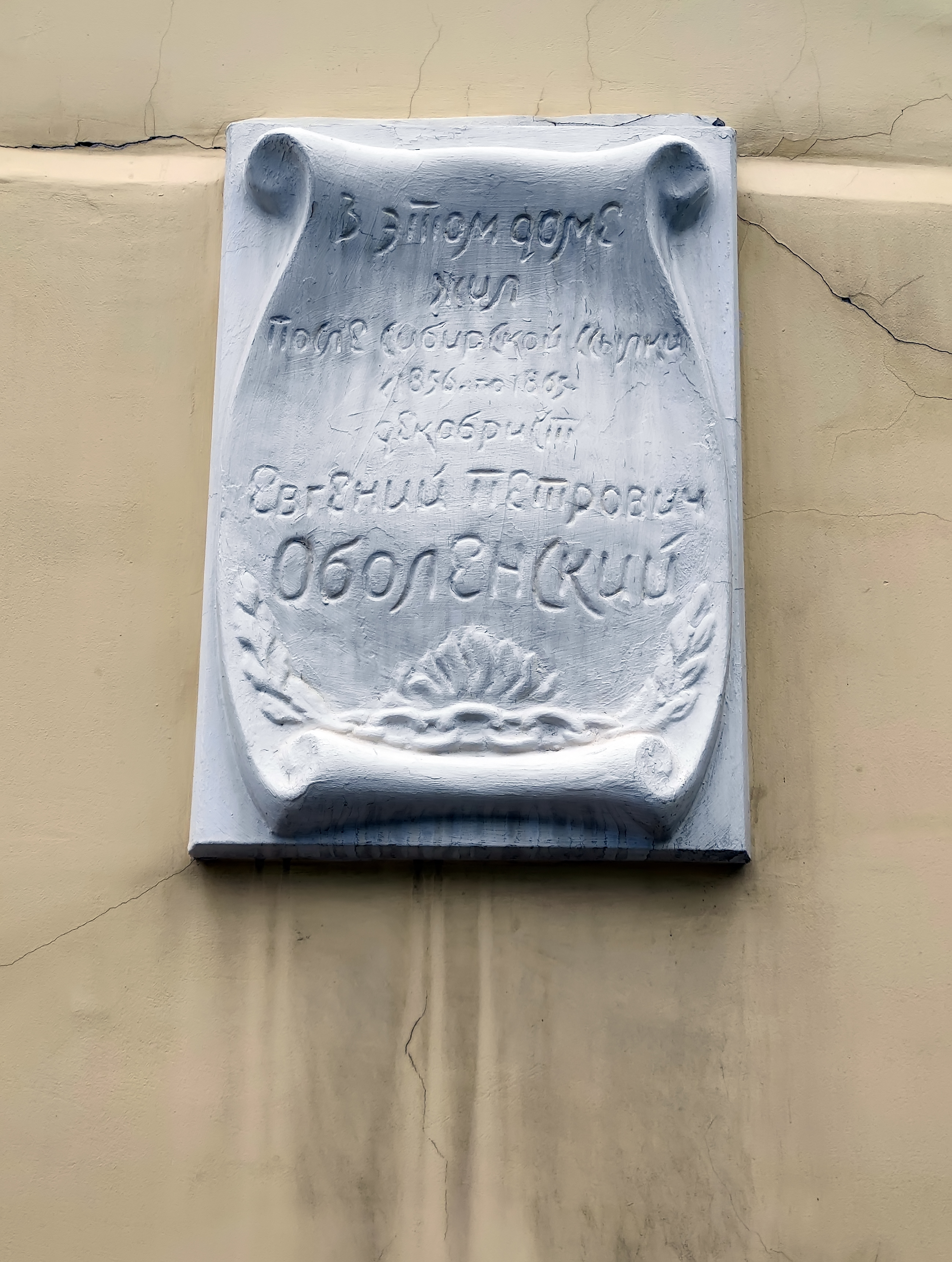
Памятная доска в Калуге на доме, где жил Е. П. Оболенский

д. 9 — декабрист Е. П. Оболенский (мемориальная доска)